# Вилья, Леон
Лео́н Ферна́ндо Ви́лья Ара́нго (исп. León Fernando Villa Arango; род. 12 января 1960, Медельин) — колумбийский футболист, выступавший в 1980—1990-е годы на позиции защитника. После завершения карьеры футболиста работал тренером, в основном — в качестве ассистента главного тренера.

## Биография
Леон Вилья родился в баррио Медельина Кампо-Вальдес в 1960 году. Занимался футболом в разных командах родного города — «Универсидад де Антьокия», «Эль Агила», и в 1981 году попал в академию «Индепендьенте Медельина». На профессиональном уровне дебютировал за «Индепендьенте Медельин» в 1982 году. С 1984 по 1992 год выступал за «Атлетико Насьональ». Эта команда в конце 1980-х годов выдвинулась в число ведущих клубов Южной Америки. В 1989 году «Атлетико Насьональ» впервые в истории колумбийского футбола стал обладателем Кубка Либертадорес. Вилья сыграл в первом финальном матче против парагвайской «Олимпии» (победа 2:0), но не смог сыграть в ответном матче (поражение 0:2, победа 5:4 в серии пенальти) из-за травмы. В 1991 году помог своей команде выиграть чемпионат Колумбии.
Сыграв за «Атлетико Насьональ» более 300 матчей, в 1993 году Вилья перешёл в «Депортес Киндио», где провёл последние два сезона в качестве футболиста.
За основную сборную Колумбии Леон Вилья выступал лишь два года. Принял участие в двух крупных турнирах. В 1989 году сыграл один матч на Кубке Америки (против Парагвая, поражение 0:1). В 1990 году был в заявке на чемпионате мира в Италии, но на поле не выходил.
После завершения карьеры футболиста в 1994 году был главным тренером «Депортес Киндио», однако впоследствии предпочитал работать в качестве помощника тренера или тренером молодёжных команд в разных клубах. В 2016 году входил в тренерский штаб Рейнальдо Руэды в «Атлетико Насьонале», который во второй раз выиграл Кубок Либертадорес. Таким образом, Леон Вилья стал единственным человеком, причастным (в качестве игрока и второго тренера) к обеим крупнейшим победам «зелёных» на международной арене.

## Титулы и достижения
- Чемпион Колумбии (1): 1987
- Вице-чемпион Колумбии (3): 1988, 1990, 1992
- Обладатель Кубка Либертадорес (1): 1989
- Обладатель Межамериканского кубка (1): 1989